# Division d'Alekseïev
La division d'Alekseïev (en russe : Алексеевская дивизия) est une unité des armées blanches, dont l'histoire remonte au détachement de partisans formé en décembre 1917 à Novotcherkassk par le général Mikhail Alekseïev.

## Histoire

### 1918
Du 10 au 12 février 1918 le général Alekseïev forma à partir de trois sotnia d'infanterie, composées des détachements de partisans du Don du iessaoul Tchernetsov et du sotnik Grekov, et de volontaires, lycéens et étudiants, de Rostov-sur-le-Don le régiment des partisans.
Le baptême du feu du régiment eut lieu le 3 mars 1918 durant la première campagne du Kouban aux alentours de la stanitsa Vyselki. Au cours du combat les partisans perdirent presque un tiers de leurs hommes (plus de 80, dont 33 tués).
Lors de l'attaque de Ekaterinodar, dans la nuit du 29 au 30 mars 1918 les partisans de Kazanovitch (blessé la veille mais resté au poste), au nombre de 250, entrèrent dans la ville mais sans l'appui d'autres unités furent contraints de se replier.
Les partisans participèrent à la lutte contre les bolchéviques au-delà du Don. En avril 1918 la brigade de Bogaïevski (régiments de partisans et de Kornilov) défit d'importantes forces rouges dans les environs de Gouliaï-Borisovka.
Lors de la seconde campagne du Kouban (en juin 1918) le régiment d'infanterie des partisans fit partie de la 2e division du général Alexandre Borovski. Le régiment était commandé par Piotr Pissarev, sous lequel le régiment participa en août-septembre 1918 aux combats de Stavropol.
Le 25 septembre 1918 le fondateur de l'armée des volontaires, le général d'infanterie Mikhail Alekseïev décède d'une crise cardiaque. En hommage à son chef le régiment d'infanterie des partisans devient, par décret du 26 septembre, le régiment d'infanterie des partisans du général Alekseïev (l'armée des volontaires donna également le nom d'Alekseïev à une brigade d'artillerie le 6 décembre 1918, un régiment de cavalerie le 14 février 1919, un train blindé et à un cuirassé de la flotte de la mer Noire).

### 1919

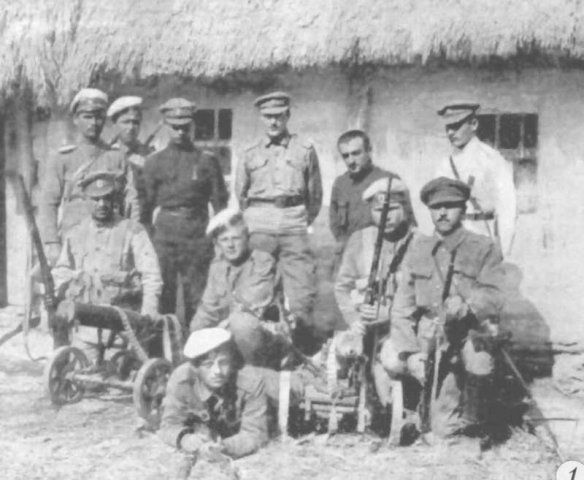
Unité de mitrailleuses de la division d’Alekseïev, 1919

En janvier-avril 1919, le régiment participa aux combats du Donbass.
Lors des combats dans le gouvernement d'Orel les partisans accueillirent dans leurs rangs des paysans insurgés de l'ouiezd de Livny. L'unité enrôla également des hommes dans les gouvernements de Kharkov, Koursk et Toula. Ces mesures permirent de transformer la brigade en division, qu'on comptait renforcer d'un troisième régiment. Ce projet ne fut pas réalisé à cause des lourdes pertes lors de la marche sur Moscou.
En juillet-octobre 1919 la division fait partie du 1er corps d'armée des Forces Armées du Sud de la Russie du général Koutepov, le premier régiment, comptant 1 000 hommes avec 32 mitrailleuses, défit la 3e division de tirailleurs de l'Armée rouge les 4-5 octobre et libéra Novossil dans le gouvernement de Toula. Il restait moins de 250 verstes (265 km) jusqu'à Moscou.

### 1920
Tenant des positions vers Bataïsk, les Alekseïevtsy participent le 7 février 1920 à l'assaut de Rostov-sur-le-Don.
Le 14 mars 1920 ils quittèrent Novorossiisk à bord du dernier transport.
Début avril le régiment participa au débarquement sur les côtes de la mer d'Azov. Débarqués à proximité de Kirillovka, les 500 hommes d'Alekseïev avec une pièce d'artillerie combattirent les arrières rouge et prirent Guenitchesk. Ils ne purent toutefois tenir la ville, l'Armée rouge lançant la 46e division de tirailleurs et la garnison de Melitopol à son assaut et anéantissant pratiquement la totalité des troupes blanches. Malgré cette défaite les hommes d'Alekseïev ont pu détourner un grand nombre d'unités ennemies du front, permettant au 2e corps d'armée du général Slachtchev de prendre la presqu'ile de Tchongar.
De retour à Kertch les troupes restantes sont reversées dans le 52e régiment de Vilnius, renommé 52e régiment de Vilnius du général Alekseïev (décret no 3016 du 16 avril 1920 ; le régiment d'infanterie de Vilnius avait été fondé en 1811 et recréé en 1920).
En août 1920 le régiment et la division d'artillerie d'Alekseïev sont reformés dans le cadre de la division générale d'infanterie et participent au débarquement du général Oulagaï au Kouban. Débarqué vers la stanitsa Primorsko-Akhtyrskaïa les troupes d'Alekseïev engagent immédiatement le combat pour permettre le débarquement du gros des forces.
En avançant sur Ekaterinodar, le régiment prit la stanitsa Timachevskaïa, à 40 verstes de la ville. Pendant le raid le régiment d'Alekseïev connut 4 commandants (le colonel Bouzoun fut blessé, le colonel Chkleïnik et le capitaine Ratchevski tués, le commandement passa au colonel Logvinov), et malgré leurs lourdes pertes les alekseïevtsy firent de nombreux prisonniers (environ 1 000 hommes) qu'ils enrôlèrent dans leurs rangs. Lors de l'évacuation des troupes à Atchouïevo le régiment protégea l'embarquement. Pour ce combat le capitaine Osipenko fut décoré de l'ordre de Saint Nicolas le Thaumaturge. À son retour à Kertch le régiment fut passé en revue.
Après un mois de repos le régiment participa aux opérations dans la région de Kakhovka. Composé essentiellement des prisonniers rouges capturés au Kouban le régiment ne se montra pas efficace. Les soldats se rendaient et repassaient du côté rouge, en repassant le Dniepr le régiment avait fondu à la taille d'une compagnie.
Après l'évacuation de l'armée russe de Crimée à Gallipoli, on forma par décret du 4 (17) novembre 1920 le régiment d'Alekseïev à partir des troupes d'Alekseïev restantes ainsi que d'unités de la 6e division et du régiment de la garde. Ce régiment exista jusqu'à sa dissolution en 1922. Par décret de l'union générale des combattants russes un insigne commémoratif pour les alekseïevtsy fut instauré.

## Uniforme
Les couleurs régimentaires d'Alekseïev était le bleu clair et le blanc, symboles de jeunesse et de pureté. Des effectifs « jeunes » étaient typiques, le dernier commandant du régiment en 1919-1920 P. G. Bouzoun n'avait pas encore 30 ans et à ses ordres se battait un volontaire de 14 ans, Boris Pavlov.
Après les combats de Gouliaï-Borissovka à la mi-avril 1918, à l'occasion des fêtes de Pâques, les partisans portèrent pour la première fois leurs pattes d'épaule bleu clair à liseré blanc, cousues par les femmes du village. Par la suite ils adoptèrent une casquette à carre blanche et ruban blanc.
Les officiers portaient généralement des pattes d'épaules bleu clair avec un liseré blanc, mais on rencontre également des pattes d'épaules argentées à liseré bleu clair. À partir de 1919 les troupes d'Alekseïev portaient des uniformes de type britannique.
Les officiers et soldats du 1er régiment de cavalerie du général Alekseïev portaient dès 1918 des casquettes à carre blanche (à liseré rouge) et bandeau blanc (avec deux liserés blancs), c'est-à-dire la casquette de la cavalerie de la garde impériale. Ils portaient des pattes d'épaule rouges à liseré blanc.

## Commandants et organisation

### Commandants
- général-major Bogaïevski A.P. (12 février 1918 — 17 mars 1918) ;
- général-major Kazanovitch B.I. (10 juillet 1871 — 2 juin 1943, Belgrade) (du 17 mars 1918 à mai 1918) ;
- colonel (1917) Pisarev P.K. (1875 — 22 décembre 1967 à Chelles, France) (de mai à novembre 1918) ;
- général-major Tretiakov N.A. (10.19 - 03.20) ;
- général-major Zviaguine M. (11.19-07.20) (15 octobre 1863 — vers 1945) ;
- colonel Bouzoun P.G. (1919-20) ;
- colonel Chkleïnik (tué en août 1920 au Kouban)
- colonel Ratchevski (tué en août 1920 au Kouban)
- colonel Logvinov

### État-major
Chef d'état-major : colonel Chevtchenko V.K. (à partir du 30 novembre 1919)
- Adjudant : V. Dyakov (décédé le 15 septembre 1985 à Albi)

### 1errégimentd'infanterie de partisans du général Alekseïev
Commandant adjoint : colonel Skorokhod-Levtchenko (capturé par les rouges en octobre 1920).

### 2erégimentd'infanterie de partisans du général Alekseïev
Formé en octobre 1919.
Commandant : colonel prince Gagarine

### Brigade (division) d'artillerie d'Alekseïev
Formée le 15 octobre 1919 à partir de la 2e batterie de la 2e division d'artillerie légère.
Commandant : colonel Pimenov (à partir du 10 novembre 1919)

### 1reet2ebatteriesdu général Alekseïev
Commandant : colonel Balkovski A.A. (1888 — 29 juillet 1969, en Yougoslavie).